# 그래스호퍼 (소설)
《그래스호퍼》(일본어: グラスホッパー)는 이사카 코타로의 소설 및 그것을 원작으로 한 미디어 믹스 작품이다.

## 개요
2004년에 카도카와 쇼텐에서 출판되었다. 저자 이사카가 〈지금까지 쓴 소설 중에서 가장 달성감이 있었다〉고 말하고 있다. 서스펜스, 코미디, 오프비트 등 분류할 수 없는 요소를 포함해, 스토리는 스즈키·쿠지라·세미의 세 등장인물이 번갈아 가며 화자를 맡고 있다. 제132회 나오키상 후보작.

## 등장인물
스즈키
27세. 전 중학교 교사.
쿠지라
자살 전문 살인 청부업자.
세미
나이프를 교묘하게 다루는 살인 청부업자.
스즈키의 아내
테라하라의 아들이 운전하는 차에 치여 사망.
히요코
비합법적 일을 좋아하는 프로일라인 간부.
테라하라
프로일라인 사장.
테라하라의 장남
방탕한 아들.
이와니시
세미의 상사.
카지
중의원 의원.
아사가오
오시야로 여겨지는 남자.
타나카
쿠지라가 사는 공원의 노숙자 중 한 명.
모모
포르노 잡지 가게 주인.
스즈메바치
독살 전문 살인 청부업자.

## 서지 정보

### 소설
일본
- 단행본: 2004년 7월 발행, 카도카와 쇼텐, ISBN 4048735470
- 문고본: 2007년 6월 발행, 카도카와 분코, ISBN 9784043849017, 권말 해설: 스기에 마츠코이

대한민국
- 2009년 12월 7일 발행, 랜덤하우스 코리아, ISBN 9788925535005

### 만화
일본
- 2008년 10월, 카도카와 쇼텐, ISBN 9784047250499
- 2009년 3월, 카도카와 쇼텐, ISBN 9784047250635
- 2009년 6월, 카도카와 쇼텐, ISBN 9784047250666

대한민국
- 2009년 9월 15일, 대원씨아이, ISBN 9788925249063
- 2009년 10월 15일, 대원씨아이, ISBN 9788925250441
- 2009년 11월 15일, 대원씨아이, ISBN 9788925251899

## 영화
2015년 11월 7일, 일본에서 공개되었다. 감독은 타키모토 토모유키. 주연은 이쿠타 토마.

### 캐스트
- 스즈키 - 이쿠타 토마
- 쿠지라 - 아사노 타다노부
- 세미 - 야마다 료스케

### 스태프
- 감독 - 타키모토 토모유키
- 각본 - 아오시마 타케시
- 음악 - 이나모토 히비키
- 주제가 - YUKI 〈tonight〉 (EPIC Records Japan)
- 배급 - KADOKAWA/쇼치쿠
- 제작 - 〈그래스호퍼〉 제작 위원회 (KADOKAWA, 해피넷, 덴츠, 제이 스톰, 쇼치쿠, 아사히 신문사)